# Rustam Garifoullin
Rustam Garifoullin , född 20 maj 1978, död 23 februari 2015, var en rysk längdåkare och skidskytt.

## Meriter
- Guld vid paralympiska vinterspelen 2006, skidskytte 12,5 km stående
- Guld vid paralympiska vinterspelen 2006, skidskytte 7,5 km stående
- Silver vid paralympiska vinterspelen 2006, längdskidåkning stafett 1x3,75 km + 2x5 km